# 小池英夫
小池 英夫（こいけ ひでお、1961年2月2日 - ）は、日本放送協会のチーフプロデューサーや報道局長を経て、同専務理事大阪放送局長。

## 略歴
- 山梨県出身[1]
- 1979年3月、山梨県立甲府西高等学校卒業[2]
- 1985年3月、学習院大学経済学部経営学科卒業[3]
- 1985年4月1日、NHKへ入職[3]
- 1985年5月、NHK鳥取放送局放送部記者[1]
- 2000年5月、NHK報道局取材センター政治部記者[1]
- 2005年6月、NHK報道局取材センター政治部副部長[1]
- 2009年6月、NHK報道局取材センター政治部担当部長[1]
- 2010年6月、NHK報道局ニュース制作センターテレビニュース部チーフプロデューサー[1]
- 2011年6月、NHK報道局取材センター政治部専任部長[1]
- 2012年6月、NHK報道局取材センター政治部長[4]
- 2015年6月、NHK報道局編集主幹[4] ※編集主幹への人事異動は公表されず、対外的な名簿にも載らなかった。
- 2017年4月25日、NHK報道局長[5]
- 2020年4月25日、NHK理事（メディア統括補佐（報道統括/国際放送統括）[6][7]
- 2022年4月25日、NHK専務理事・NHK大阪放送局長[8]
- 2023年4月25日、NHK専務理事（視聴者業務統括、広報業務統括、地域統括）[9]

## 人物
- 特ダネ記者として頭角を現し、NHK鳥取放送局記者として5年間勤務した以外は東京で勤務し、主に政治部畑を歩み報道局政治部長、同編集主幹、報道局長を経て、理事に昇格した[10]。
- 『ニュースウオッチ9』のキャスターだった大越健介とは同期であり、同じ政治部の同僚として原稿の書き方を巡って対立したこともあったという[11]。
- 部下に厳しい剛腕タイプで、政治部長時代にはデスクたちが朝5時頃まで働いてたという[11]。
- 早くから自民党のYKKのひとりだった山崎拓と太いパイプを持ち、山崎の回顧録によく名前が出てくるが、同回顧録の第2刷からは2箇所で名前が削除された[12]。
- 共産党（しんぶん赤旗）から名指し批判がなされている[13]。
- 海老沢勝二が同席する会食で、岩田明子を新人記者時代から山崎拓らに紹介していた[12]。
- 相澤冬樹がNHKを去るきっかけを作った人物とされる[14]。
- NHK報道局社会部記者による不正請求問題で、当時報道局長を務めていた小池は厳重注意を受け、報酬１ヶ月の10%を自主返納した[15]。